# Schlatt-Haslen
Schlatt-Haslen je obec (okres) ve švýcarském kantonu Appenzell Innerrhoden. Nachází se asi 5 kilometrů severozápadně od hlavního města kantonu, Appenzellu, v nadmořské výšce 740 metrů. Žije zde přibližně 1 100 obyvatel.

## Geografie
Obec (okres) se nachází na severozápadě kantonu Appenzell Innerrhoden a zahrnuje dvě hlavní místní části Schlatt a Haslen spolu s přilehlými osadami a usedlostmi.
Schlatt-Haslen zahrnuje (podle rozhodnutí z roku 1870) také klášter Wonnenstein jako exklávu v kantonu Appenzell Ausserrhoden (obec Teufen).

## Historie

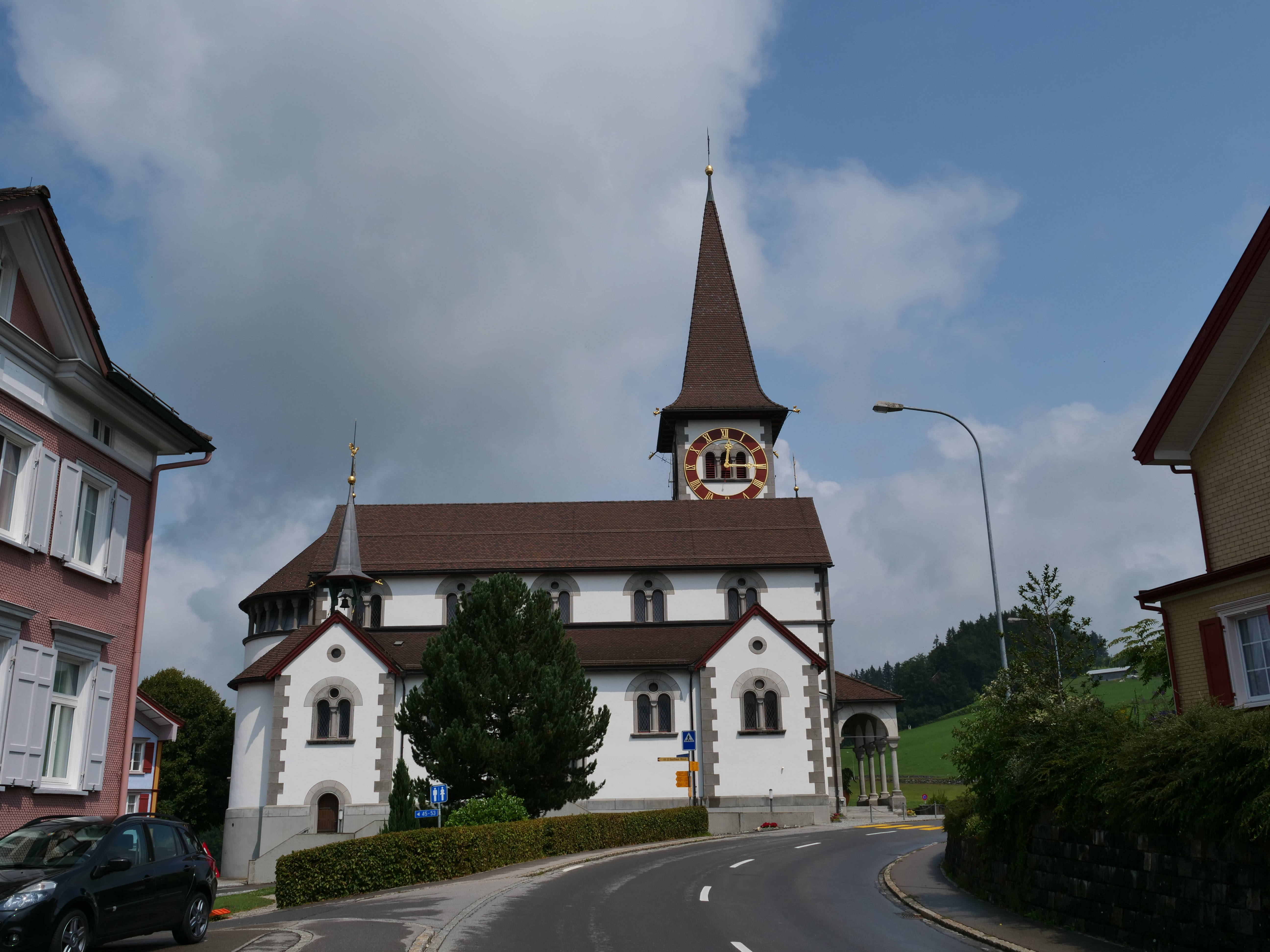
Katolický kostel v Haslenu

Schlatt je poprvé zmiňován roku 1200 jako Slatte. Ve 13. století je Haslen zmiňován jako Haslowe.
Obyvatelé obcí Ober-, Vorder- a Hinterhaslen a Ebni na břehu řeky Sitter nechali v letech 1648–1650 postavit kostel Panny Marie, patřící pod farnost Appenzell. Samostatná farnost Haslen byla založena v roce 1666. Poutní kostel Maria Hilf, který byl hojně navštěvován již v 17. století, byl v roce 1901 nahrazen novorománskou stavbou od Augusta Hardeggera. Od roku 1968 patří k farnosti také katolíci ze Steinu a Hundwilu. Haslen se vyvinul ve vesnici s vlastní místní a školní farností. V roce 1895 se místní farnost (Feuerschaugemeinde) oddělila od školní farnosti a v roce 1910 byla zrušena. Od roku 1950 vznikaly nové obytné čtvrti na východních svazích masivu Böhl a na jihu kolem školní budovy postavené v roce 1969 a podél kantonální silnice.
Ve Schlattu byla kaple svatého Josefa po zřízení vikariátu závislého na Appenzellu v roce 1769 stavebně rozšířena a v letech 1911–1912 nahrazena novobarokní stavbou rovněž od Hardeggera. Poté se vesnice, jejíž jádro s kostelem, farou, školou a dvěma hostinci se zachovalo i přes ztrátu významu stezky pro mezky do Teufenu v 19. století, dále rozrostla. V roce 1938 byl církevní obvod rozšířen o oblast Leimensteigu, ale nebyl povýšen na farnost. V roce 1970 byl Schlatt zcela začleněn do farnosti Appenzell.
Ekonomika obce je stále zaměřena na zemědělství a lesnictví. Po dlouhou dobu byl hlavní zdroj obživy založen především na chovu dobytka a produkci mléka a v klimaticky příznivých lokalitách také na pěstování ovoce. Až do 20. století se ruční vyšívání rozvíjelo jako vedlejší činnost žen zemědělců. Od druhé poloviny 20. století se řemeslné a obchodní podniky usadily i ve zbytku okresu. Haslen je s Appenzellem spojen silnicí od roku 1882 a Schlatt od roku 1898.
Současný okres Schlatt-Haslen vznikl v roce 1872 sloučením okrsku Schlatt a obce Haslen.

## Obyvatelstvo

Letecký pohled (1923)

| Rok            | 1880 | 1900 | 1950 | 2000 | 2010 |
| Počet obyvatel | 1417 | 1383 | 1329 | 1146 | 1135 |

## Hospodářství
Obživu v okrese stále zajišťuje zemědělství a lesnictví. Dlouhou dobu byl hlavním zdrojem obživy chov dobytka a mléka a v klimaticky příznivých lokalitách také ovocnářství. Až do poloviny 20. století bylo velmi časté ruční vyšívání jako vedlejší činnost žen zemědělců; od druhé poloviny 20. století se zde usadily řemeslné a obchodní podniky. Některé z nich si v roce 1990 zřídily provozovnu v prostorách bývalého bělidla, které bylo uvedeno do provozu v roce 1906.

## Doprava
Do okresu vede silnice Teufen–Appenzell, která překračuje rokli potoka Rotbach a přes Haslen směřuje na jih do Appenzellu. Jihozápadní částí okresu prochází silnice Enggenhüttenstrasse, která spojuje Hundwil s Appenzellem.